# Bundestagswahlkreis Zollernalb – Sigmaringen
Der Wahlkreis Zollernalb – Sigmaringen (Wahlkreis 295) ist ein Bundestagswahlkreis in Baden-Württemberg.

## Wahlkreis
Der Wahlkreis umfasst die Gemeinden Bad Saulgau, Beuron, Bingen, Gammertingen, Herbertingen, Hettingen, Hohentengen, Inzigkofen, Krauchenwies, Leibertingen, Mengen, Meßkirch, Neufra, Ostrach, Sauldorf, Scheer, Schwenningen, Sigmaringen, Sigmaringendorf, Stetten am kalten Markt und Veringenstadt des Landkreises Sigmaringen sowie die Gemeinden Albstadt, Balingen, Bitz, Dautmergen, Dormettingen, Dotternhausen, Geislingen, Haigerloch, Hausen am Tann, Meßstetten, Nusplingen, Obernheim, Ratshausen, Rosenfeld, Schömberg, Straßberg, Weilen unter den Rinnen, Winterlingen und Zimmern unter der Burg des Zollernalbkreises. Das Direktmandat wurde bislang bei allen Bundestagswahlen seit 1949 vom jeweiligen Kandidaten der CDU gewonnen.
Bis 2005 gehörten zu diesem Wahlkreis auch noch die restlichen vier Gemeinden Herdwangen-Schönach, Illmensee, Pfullendorf und Wald des Landkreises Sigmaringen (ab 2009 zum neu gebildeten Bundestagswahlkreis Bodensee), sowie die Gemeinden Altshausen, Boms, Ebenweiler, Ebersbach-Musbach, Eichstegen, Fleischwangen, Guggenhausen, Hoßkirch, Königseggwald, Riedhausen und Unterwaldhausen des Landkreises Ravensburg (ab 2009 zum neu gebildeten Bundestagswahlkreis Ravensburg).
Wahlberechtigt waren bei der letzten Bundestagswahl 2025 180.742 Einwohner. 2021 waren es 182.648 Einwohner, gegenüber 183.588 bei der Wahl 2017.

## Wahlkreisgeschichte
| Wahl      | Wahlkreisname                | Gebiet |
| --------- | ---------------------------- | --- |
| 1949      | 4 Balingen                   | Landkreis Balingen, Landkreis Sigmaringen, Landkreis Hechingen, Landkreis Münsingen |
| 1953–1961 | 193 Balingen                 | Landkreis Balingen, Landkreis Sigmaringen, Landkreis Hechingen, Landkreis Münsingen |
| 1965–1976 | 197 Balingen                 | Landkreis Balingen, Landkreis Sigmaringen ohne die Gemeinden Igelswies, Thalheim, Bärenthal, Beuron, Billafingen, Burgau, Langenenslingen und Achberg, Landkreis Hechingen ohne die Gemeinde Wilflingen, Landkreis Münsingen, vom Landkreis Reutlingen das Gebiet der heutigen Gemeinden St. Johann, Dettingen an der Erms, Grabenstetten, Hülben und Bad Urach, vom Landkreis Überlingen die Gemeinde Wangen |
| 1980–1998 | 198 Zollernalb – Sigmaringen | vom Zollernalbkreis die Gemeinden Albstadt, Balingen, Bitz, Dautmergen, Dormettingen, Dotternhausen, Geislingen, Haigerloch, Hausen am Tann, Meßstetten, Nusplingen, Obernheim, Ratshausen, Rosenfeld, Schömberg, Straßberg, Weilen unter den Rinnen, Winterlingen und Zimmern, Landkreis Sigmaringen |
| 2002–2005 | 295 Zollernalb – Sigmaringen | vom Zollernalbkreis die Gemeinden Albstadt, Balingen, Bitz, Dautmergen, Dormettingen, Dotternhausen, Geislingen, Haigerloch, Hausen am Tann, Meßstetten, Nusplingen, Obernheim, Ratshausen, Rosenfeld, Schömberg, Straßberg, Weilen unter den Rinnen, Winterlingen und Zimmern, Landkreis Sigmaringen, vom Landkreis Ravensburg die Gemeinden Altshausen, Boms, Ebenweiler, Ebersbach-Musbach, Eichstegen, Fleischwangen, Guggenhausen, Hoßkirch, Königseggwald, Riedhausen und Unterwaldhausen                                                                                             |
| seit 2009 | 295 Zollernalb – Sigmaringen | vom Zollernalbkreis die Gemeinden Albstadt, Balingen, Bitz, Dautmergen, Dormettingen, Dotternhausen, Geislingen, Haigerloch, Hausen am Tann, Meßstetten, Nusplingen, Obernheim, Ratshausen, Rosenfeld, Schömberg, Straßberg, Weilen unter den Rinnen, Winterlingen und Zimmern, vom Landkreis Sigmaringen die Gemeinden Bad Saulgau, Beuron, Bingen, Gammertingen, Herbertingen, Hettingen, Hohentengen, Inzigkofen, Krauchenwies, Leibertingen, Mengen, Meßkirch, Neufra, Ostrach, Sauldorf, Scheer, Schwenningen, Sigmaringen, Sigmaringendorf, Stetten am kalten Markt und Veringenstadt |

## Wahlkreisabgeordnete
| Wahl | Abgeordneter | Abgeordneter     | Partei | Stimmen in % |
| ---- | ------------ | ---------------- | ------ | ------------ |
| 1949 |              | Franz Weiß       | CDU    | 59,3         |
| 1953 |              | Gebhard Müller   | CDU    | 61,2         |
| 1957 |              | Walter Gaßmann   | CDU    | 59,5         |
| 1961 | 53,6         | Walter Gaßmann   | CDU    |              |
| 1965 |              | Hermann Schwörer | CDU    | 59,9         |
| 1969 | 63,0         | Hermann Schwörer | CDU    |              |
| 1972 | 62,1         | Hermann Schwörer | CDU    |              |
| 1976 | 64,1         | Hermann Schwörer | CDU    |              |
| 1980 | 63,6         | Hermann Schwörer | CDU    |              |
| 1983 | 69,8         | Hermann Schwörer | CDU    |              |
| 1987 | 62,7         | Hermann Schwörer | CDU    |              |
| 1990 | 59,6         | Hermann Schwörer | CDU    |              |
| 1994 |              | Dietmar Schlee   | CDU    | 56,5         |
| 1998 | 49,8         | Dietmar Schlee   | CDU    |              |
| 2002 |              | Tanja Gönner     | CDU    | 54,9         |
| 2005 |              | Thomas Bareiß    | CDU    | 55,3         |
| 2009 | 49,4         | Thomas Bareiß    | CDU    |              |
| 2013 | 60,7         | Thomas Bareiß    | CDU    |              |
| 2017 | 45,0         | Thomas Bareiß    | CDU    |              |
| 2021 | 30,1         | Thomas Bareiß    | CDU    |              |
| 2025 | 37,1         | Thomas Bareiß    | CDU    |              |

## Wahlergebnisse

### Bundestagswahl 2025
| Kandidaten                                            | Kandidaten                   | Parteien/Listen     | Erststimmen | Erststimmen | Zweitstimmen | Zweitstimmen |
| Kandidaten                                            | Kandidaten                   | Parteien/Listen     | Stimmen     | %           | Stimmen      | %            |
| ----------------------------------------------------- | ---------------------------- | ------------------- | ----------- | ----------- | ------------ | ------------ |
|                                                       | Thomas Bareißgewählt im WK   | CDU                 | 54.652      | 37,1        | 54.043       | 36,5         |
|                                                       | Robin Mesarosch              | SPD                 | 28.895      | 19,6        | 16.343       | 11,0         |
|                                                       | Simon Sebastian Dario Schutz | GRÜNE               | 7.836       | 5,3         | 11.151       | 7,5          |
|                                                       | Boris Kraft                  | FDP                 | 6.169       | 4,2         | 8.083        | 5,5          |
|                                                       | Lukas Bruno von Berg         | AfD                 | 38.498      | 26,2        | 38.788       | 26,2         |
|                                                       | Elena Dao Krein              | LINKE               | 5.850       | 4,0         | 7.256        | 4,9          |
|                                                       | –                            | dieBasis            | –           | –           | 455          | 0,3          |
|                                                       | Thomas Hans Gerhard Weber    | FREIE WÄHLER        | 3.849       | 2,6         | 2.053        | 1,4          |
|                                                       | –                            | Tierschutzpartei    | –           | –           | 1.305        | 0,9          |
|                                                       | –                            | Die PARTEI          | –           | –           | 613          | 0,4          |
|                                                       | –                            | Volt                | –           | –           | 654          | 0,4          |
|                                                       | –                            | ÖDP                 | –           | –           | 285          | 0,2          |
|                                                       | –                            | Bündnis C           | –           | –           | 232          | 0,2          |
|                                                       | Renate Gisela Schmidt        | MLPD                | 318         | 0,2         | 101          | 0,1          |
|                                                       | Jan Eric Schumacher          | Bündnis Deutschland | 1.094       | 0,7         | 366          | 0,2          |
|                                                       | –                            | BSW                 | –           | –           | 6.193        | 4,2          |
| Gesamt                                                | Gesamt                       | Gesamt              | 147.189     | 100         | 147.931      | 100          |
|                                                       |                              |                     |             |             |              |              |
| Ungültige Stimmen                                     | Ungültige Stimmen            | Ungültige Stimmen   | 1.599       | 1,1         | 857          | 0,6          |
| Wähler                                                | Wähler                       | Wähler              | 148.788     | 82,3        | 148.788      | 82,3         |
| Wahlberechtigte                                       | Wahlberechtigte              | Wahlberechtigte     | 180.742     |             | 180.742      |              |
|                                                       |                              |                     |             |             |              |              |
| Quellen: Die Bundeswahlleiterin, Kandidaten – Stimmen |                              |                     |             |             |              |              |

### Bundestagswahl 2021
Zur Bundestagswahl am 26. September 2021 kandidierten im Wahlkreis mit folgenden Ergebnissen:
| Direktkandidat         | Partei               | Erststimmen in % | Zweitstimmen in % |
| ---------------------- | -------------------- | ---------------- | ----------------- |
| Thomas Bareiß          | CDU                  | 30,1             | 28,8              |
| Robin Mesarosch        | SPD                  | 18,3             | 19,6              |
| Johannes Kretschmann   | GRÜNE                | 16,9             | 11,4              |
| Stephan Link           | FDP                  | 13,7             | 17,0              |
| Nicolas Gregg          | AfD                  | 11,4             | 12,1              |
| Marco Hausner          | Die Linke            | 2,1              | 2,6               |
| —                      | Tierschutzpartei     | —                | 1,4               |
| Dominik Ochs           | Die PARTEI           | 1,4              | 1,0               |
| Jürgen Schiller        | FREIE WÄHLER         | 2,5              | 1,9               |
| —                      | PIRATEN              | —                | 0,4               |
| Christine Koch-Kuhring | ÖDP                  | 0,6              | 0,3               |
| —                      | NPD                  | —                | 0,2               |
| —                      | DiB                  | —                | 0,1               |
| Renate Schmidt         | MLPD                 | 0,2              | 0,1               |
| —                      | DKP                  | —                | 0,0               |
| Volker Beil            | dieBasis             | 2,9              | 2,2               |
| —                      | Bündnis C            | —                | 0,2               |
| —                      | BÜRGERBEWEGUNG       | —                | 0,1               |
| —                      | BÜNDNIS21            | —                | 0,0               |
| —                      | LKR                  | —                | 0,0               |
| —                      | Die Humanisten       | —                | 0,1               |
| —                      | Gesundheitsforschung | —                | 0,1               |
| —                      | Team Todenhöfer      | —                | 0,4               |
| —                      | Volt                 | —                | 0,2               |

### Bundestagswahl 2017
Zur Bundestagswahl am 24. September 2017 kandidierten die folgenden Direktkandidaten:
| Direktkandidat              | Partei            | Erststimmen in % | Zweitstimmen in % |
| --------------------------- | ----------------- | ---------------- | ----------------- |
| Thomas Bareiß               | CDU               | 45,0             | 38,0              |
| Stiliani Kirgiane-Efremidou | SPD               | 14,4             | 14,1              |
| Erwin Feucht                | GRÜNE             | 12,7             | 11,5              |
| Dirk Mrotzek                | FDP               | 9,3              | 13,4              |
| Hans-Peter Hörner           | AfD               | 13,6             | 13,7              |
| Claudio Wellington          | Die Linke         | 4,7              | 5,1               |
| —                           | PIRATEN           | —                | 0,4               |
| —                           | NPD               | —                | 0,4               |
| —                           | Tierschutzpartei  | —                | 0,9               |
| —                           | FREIE WÄHLER      | —                | 0,7               |
| —                           | ÖDP               | —                | 0,3               |
| Renate Schmidt              | MLPD              | 0,4              | 0,1               |
| —                           | Tierschutzallianz | —                | 0,2               |
| —                           | BGE               | —                | 0,2               |
| —                           | DiB               | —                | 0,1               |
| —                           | DKP               | —                | 0,0               |
| —                           | Deutsche Mitte    | —                | 0,2               |
| —                           | Die Rechte        | —                | 0,0               |
| —                           | Menschliche Welt  | —                | 0,1               |
| —                           | Die PARTEI        | —                | 0,5               |
| —                           | V-Partei³         | —                | 0,1               |

### Bundestagswahl 2013
Bei der Bundestagswahl am 22. September 2013 kam es zu folgendem Ergebnis:
| Direktkandidat            | Partei              | Erststimmen in % | Zweitstimmen in % |
| ------------------------- | ------------------- | ---------------- | ----------------- |
| Thomas Bareiß             | CDU                 | 60,7             | 52,8              |
| Stella Kirgiane-Efremidis | SPD                 | 18,2             | 17,1              |
| Dirk Mrotzeck             | FDP                 | 2,4              | 5,6               |
| Roman-Hartmut Wauer       | GRÜNE               | 8,3              | 8,4               |
| Daniel Morteza Ghazvini   | DIE LINKE           | 4,2              | 4,1               |
| —                         | PIRATEN             | —                | 2,1               |
| Hans Schmidt              | NPD                 | 2,1              | 1,4               |
| —                         | Die Republikaner    | —                | 0,5               |
| —                         | Tierschutzpartei    | —                | 0,8               |
| Hubert Rothfeld           | ÖDP                 | 0,9              | 0,4               |
| —                         | PBC                 | —                | 0,2               |
| —                         | Volksabstimmung     | —                | 0,2               |
| Renate Schmidt            | MLPD                | 0,4              | 0,2               |
| —                         | BüSo                | —                | 0,0               |
| —                         | AfD                 | —                | 4,7               |
| —                         | BIG                 | —                | 0,0               |
| —                         | pro Deutschland     | —                | 0,1               |
| Günther Schunder          | FREIE WÄHLER        | 2,9              | 0,9               |
| —                         | Partei der Vernunft | —                | 0,1               |
| —                         | RENTNER             | —                | 0,3               |

### Bundestagswahl 2009
Die Bundestagswahl 2009 hatte folgendes Ergebnis:
| Direktkandidat     | Partei                               | Erststimmen in % | Zweitstimmen in % | Bundestagswahl 2005 Zweitstimmen in % |
| ------------------ | ------------------------------------ | ---------------- | ----------------- | ------------------------------------- |
| Thomas Bareiß      | CDU                                  | 49,4             | 38,9              | 47,6                                  |
| Angela Godawa      | SPD                                  | 17,1             | 15,6              | 24,7                                  |
| Wolfgang Dobler    | FDP                                  | 13,5             | 21,5              | 11,9                                  |
| Susanne Kieckbusch | GRÜNE                                | 9,3              | 9,8               | 7,1                                   |
| Antje Claaßen      | DIE LINKE                            | 6,5              | 6,9               | 3,2                                   |
| Hans Schmidt       | NPD                                  | 2,3              | 1,6               | 1,3                                   |
| —                  | REP                                  | —                | 1,2               | 1,6                                   |
| —                  | PBC                                  | —                | 0,5               | 0,6                                   |
| —                  | MLPD                                 | —                | 0,1               | 0,2                                   |
| —                  | BüSo                                 | —                | 0,1               | 0,1                                   |
| —                  | Volksabstimmung                      | —                | 0,3               | —                                     |
| —                  | ADM                                  | —                | 0,1               | —                                     |
| —                  | DVU                                  | —                | 0,1               | —                                     |
| —                  | DIE VIOLETTEN                        | —                | 0,2               | —                                     |
| —                  | Die Tierschutzpartei                 | —                | 0,7               | —                                     |
| —                  | ödp                                  | —                | 0,4               | —                                     |
| —                  | PIRATEN                              | —                | 1,9               | —                                     |
| Oskar Löffler      | Einzelbewerber (Willi-Weise-Projekt) | 1,9              | —                 | —                                     |